# 市原鶴舞バスターミナル
市原鶴舞バスターミナル（いちはらつるまいバスターミナル）は、千葉県市原市田尾にあるバスターミナルである。

## 概要
首都圏中央連絡自動車道（圏央道）市原鶴舞IC近くの国道297号沿いに、高速バスのパークアンドライドを目的に設置された。市原鶴舞IC周辺まちづくり協議会（市原市）が指定管理者として運営している。
駐車場（有料）やバス乗降場のほか、待合所、トイレ、多目的スペースを擁する。
当ターミナルを介して、一般路線バスと東京、横浜など各方面に乗り継ぎができる。

### 開設までの経緯
2001年（平成13年）、圏央道のIC整備効果による地域活性化につなげるために地元3町会（上田尾・下田尾・山小川）が主体となる「市原南IC周辺地区まちづくり協議会（現：市原鶴舞IC周辺地区まちづくり協議会」が設立され、以後は協議会が中心となり、市原市と協働での活動を開始する。
2006年（平成18年）、協議会より「パークアンドバスライド」・「市民農園」・「緑の広場」といった「三本の柱」を中心とした「まちづくり構想」が同市へ提出され、その一つである「パークアンドバスライド」の実現策として、同バスターミナル整備の検討が開始された。地権者との幾重もの交渉と地元説明会を経て、2010年（平成22年）に着工し、約2億円をかけて整備、2013年（平成25年）4月1日より供用が開始され、同年4月8日に路線バスの乗り入れが開始された。
そして、同年4月28日に高速バス乗り入れが開始され、沿線自治体のマスコットキャラクター同席のもと、オープニングイベントが催された。

### 年表
- 2001年（平成13年）11月 - まちづくり協議会が設立される。
- 2003年（平成15年）7月 - 協議会が市原市まちづくり活動支援要綱に基づき、まちづくり協議会として認定される。
- 2006年（平成18年）3月 - 「三本の柱」からなる、まちづくり構想が策定される。
- 2007年（平成19年）8月 - 9月 - パークアンドバスライドの候補地を同市上田尾地先に絞る。
- 2009年度（平成21年度）・2010年度（平成22年度） - バスターミナル計画について、協議会が警察やバス会社などと協議する。
- 2010年（平成22年）
  - 8月 - バスターミナル建設に関する地元説明会が開催される。
  - 12月 - バスターミナル着工。
- 2011年（平成23年）6月 - 鶴舞地区町会長会からICとバスターミナルの名称に関する要望が寄せられ、その結果、名称が「市原鶴舞IC」に決定された。
- 2012年（平成24年）
  - 7月 - バスターミナルの主要施設が完成する。
  - 12月 - 協議会がバスターミナルの指定管理者に選定される。
- 2013年（平成25年）
  - 3月 - 市原鶴舞バスターミナル竣工。同月23日には地元住民を対象とした内覧会を行う。
  - 4月1日 - バスターミナルの供用及び指定管理業務を開始する。
  - 4月8日 - 路線バスの乗り入れを開始[2]。
  - 4月28日 - 高速バスの乗り入れを開始[3]。
- 2015年（平成27年）1月1日 - 駐車場を有料化。

## バス路線
| 乗り場 | 路線名                  | 行先                                                            | 運行会社                   |
| ------ | ----------------------- | --------------------------------------------------------------- | -------------------------- |
| 1番線  | 茂原 - 羽田空港・横浜線 | 羽田空港・横浜駅東口                                            | 小湊鉄道                   |
| 2番線  | 安房小湊・御宿 - 東京線 | バスターミナル東京八重洲 御宿・安房小湊駅                       | 小湊鉄道 日東交通 京成バス |
| 3番線  | 里見線                  | 高滝駅入口経由 里見駅 高滝ダム記念館経由 里見駅 湯原経由 里見駅 | 小湊鉄道                   |
| 4番線  | 牛久 - 大多喜線         | 循環器病センター経由 牛久駅 大多喜車庫                          | 小湊鉄道                   |

## 駐車場
- 料金　1日300円（1時間無料）